# Sofia Vitória

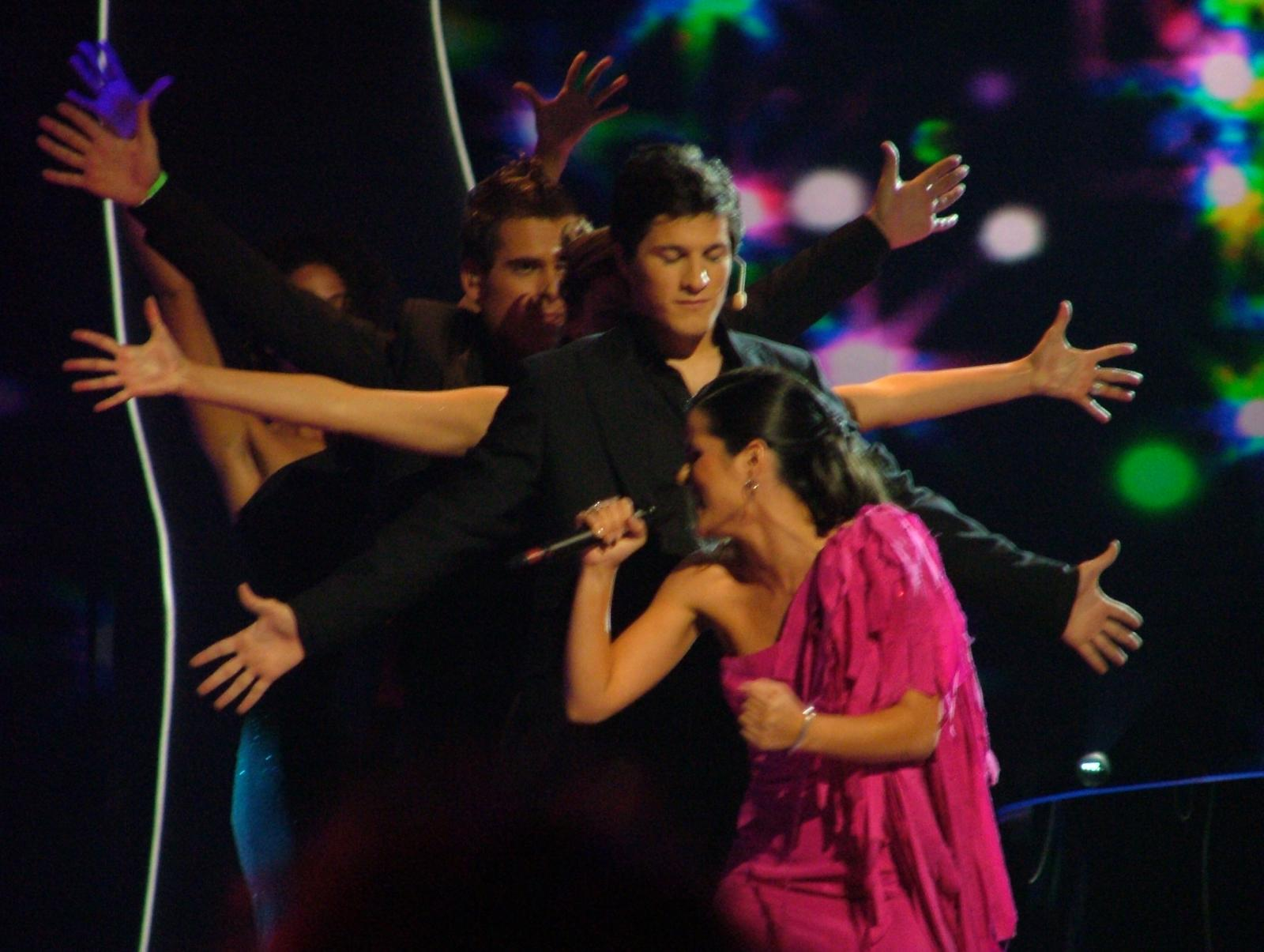
Sofia Vitória (2004)

Sofia Vitória (* 28. April 1979 als Sofia Vitória Inácio in Setúbal) ist eine portugiesische Sängerin.

## Hintergrund
2003 wurde sie bekannt als Teilnehmerin der portugiesischen Castingshow Operação Triunfo. Ziel war es, drei Kandidaten für den portugiesischen Vorentscheid zum Eurovision Song Contest zu ermitteln. Diese drei sollten dann beim Festival da Canção gegeneinander antreten. Durch Televoting wurde Sofia Vitória zur Siegerin ermittelt und durfte daher beim Eurovision Song Contest 2004 in Istanbul für ihr Land antreten. Mit dem Popsong Foi magia erreichte sie allerdings nur Platz 15 im Halbfinale und konnte daher im Finale nicht mehr antreten.
Seit dem Eurovisionseinsatz hat sie nur noch sporadisch Auftritte.